# Смоктуновський Інокентій Михайлович
Іноке́нтій Миха́йлович Смоктуно́вський (при народженні — Смоктунович; 28 березня 1925, село Тетяновка, Томська губернія — 3 серпня 1994, Москва) — радянський і російський актор театру і кіно. Герой Соціалістичної Праці (1990). Народний артист СРСР (1974). Лауреат Ленінської премії (1965) за фільм «Гамлет». Учасник Німецько-радянської війни.
Образи, які створив Смоктуновський на сцені — князь Мишкін у Великому драматичному театрі, цар Федір Іванович в Малому, чеховський Іванов і Порфирій Головльов у МХАТі — увійшли до «золотого фонду» російського театрального мистецтва.
Смоктуновського називали першим інтелектуальним актором радянського кінематографа; найкращі свої ролі він зіграв у фільмах «Солдати», «Дев'ять днів одного року», «Гамлет», «Чайковський», «Дамський кравець» і в ліричній комедії Ельдара Рязанова «Бережись автомобіля».

## Життєпис
Інокентій Смоктуновський народився в селі Тетянівка Томської губернії (нині Шегарський район Томської області); був другим з шести дітей у родині Михайла Петровича Смоктуновича (1899—1942) і Ганни Якимівни Махньової (1902—1985).
Існує версія, що Смоктуновичі (пол. Smoktunowicz) походять із давнього роду волинських шляхтичів і були заслані в Сибір за участь у повстанні 1863 року; однак за свідченням самого актора, його прадід не був ні шляхтичем, ні поляком, і сам він по крові білорус. В одному з інтерв'ю Смоктуновський розповідав про свого прадіда Миколу Смоктуновича (біл. Смактуновіч): «Він служив єгерем у Біловезькій пущі та 1861 року вбив зубра. Хтось доніс, і його заслали в Сибір, разом з усією сім'єю».
У 1929 — 1930-х роках батька і діда Інокентія Смоктуновського розкуркулено і репресовано. Дід Смоктуновського по матері, купець Яким Степанович Махньов, тримав магазин. Його розкуркулено, заарештовано окрвідділом ОДПУ СРСР у 1930 році, засуджено за «контрреволюційну повстанську діяльність» (стандартне звинувачення тих років) на 10 років виправно-трудових таборів і розстріляно в травні того ж року. Дід не був реабілітований до 1989 року. Батько актора Михайло Смоктунович був мельником. Його розкуркулили, засудили на рік позбавлення волі та три роки висилки. Його звинувачували в «експлуатації робочої сили» і продажу хліба за завищеною ціною. Дядька актора, Григорія Петровича Смоктуновича, розстріляли 1937 року в справі про «створення кадетсько-монархістської організації».
Томський краєзнавець Віктор Нілов, який займався дослідженням життя І. Смоктуновського, впевнений, що з цієї причини актор під час війни змінив прізвище, щоб приховати своє походження і той факт, що його родичі були репресовані. «З таким фактом у життєписі він не потрапив би в жоден московський театр, не зіграв би ні Леніна, ні Гамлета і не потрапив би в кіно…». Сам же актор казав, що змінив прізвище через немилозвучність.

### Дитинство

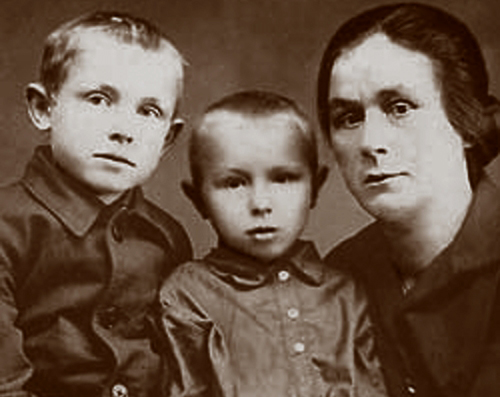
Кеша Смоктунович (ліворуч) з братом Володьою і тіткою Надією Петрівною Чернишенко

1929 року сім'я Смоктуновичів, рятуючись від голоду, покинула село. Не бажаючи йти в колгосп і рятуючись від репресій, батьки Інокентія переїхали спочатку до Томська, потім до Красноярська, де жила рідна сестра батька, Надія Петрівна, — голодного 1932 року, не маючи власних дітей, вона взяла до себе на виховання Інокентія і його брата Володимира. Сім'я Смоктуновського так голодувала, що брат незабаром помер, а Інокентій змушений був красти на ринку, щоб вижити. Батько, обдарований неабиякою фізичною силою, працював вантажником у красноярському порту. З початком Німецько-радянської війни його призвали в армію, воював у складі 637-го стрілецького полку й у серпні 1942 року пропав безвісти, як з'ясувалося пізніше, загинув.
У 14 років Інокентій Смоктуновський вперше потрапив у театр — Красноярський драматичний театр ім. О. С. Пушкіна; багато років по тому він розповідав про перший побачений спектакль: «Тепер я вже розумію, що це було просто погано за смаком, але тоді вийшов вражений… Напевно, я був дуже добрим глядачем або в мені вже тоді заговорило єство: потрапив додому». Ще раніше, у шостому класі, почав займатись у шкільному драмгуртку, яким керував актор Синіцин. Однак після першої ж публічної вистави «Пропозиції» Антона Чехова, у якій Смоктуновський грав Ломова, його з гуртка вигнали.

### Війна
Коли батько пішов на фронт, Смоктуновський змушений був допомагати сім'ї: він навчався у фельдшерсько-акушерському училищі, потім перейшов на курси кіномеханіків, після завершення яких, 1942 року, працював у розміщеній у Красноярську військовій частині й шпиталі при ній. Того ж року вступив статистом у Красноярський драматичний театр; багато років по тому актор зізнався в одному зі своїх інтерв'ю, що навчився підробляти театральні квитки: купувати квитки кожного дня не було жодної можливості, а жити без театру він уже не міг.
У січні 1943 року Смоктуновського призвали в армію і направили в Київське піхотне училище, яке тоді було в Ачинську. У серпні того ж року в терміновому порядку його відправили без присвоєння офіцерського звання рядовим на фронт, на поповнення 75-ї гвардійської стрілецької дивізії.
На посаді зв'язкового штабу 212-го гвардійського полку цієї дивізії він брав участь у боях на Курській дузі, у форсуванні Дніпра, у битві за Київ. За те, що під вогнем противника вбрід через Дніпро доставляв бойові донесення в штаб 75-ї дивізії, його нагородили першою медаллю «За відвагу». Але цю медаль Смоктуновський отримає лише через 49 років, на сцені Художнього театру, після вистави «Кабала святош».
У грудні 1943 року під Києвом Смоктуновський потрапив у полон, місяць провів у таборах для військовополонених у Житомирі, Шепетівці, Бердичеві. 7 січня 1944 року втік з полону, і протягом місяця його переховувала у своєму будинку українська сім'я. «Можливо, саме тут, — напише пізніше Раїса Беньяш, — де з ризиком для власного життя люди повернули життя знесиленому солдатові, вперше дізнався Смоктуновський справжню ціну людяності». Зв'язок з членами цієї родини Смоктуновський зберігав до кінця життя. У тому ж будинку він познайомився із заступником командира партизанського загону Кам'янець-Подільського з'єднання, до якого і вступив у лютому 1944 року.
У травні партизанський загін об'єднався з 318-м гвардійським стрілецьким полком 102-ї гвардійської стрілецької дивізії. З цим полком, на посаді командира відділення роти автоматників, гвардії молодший сержант Смоктунович брав участь у визволенні Варшави; як сказано в наказі про нагородження, за те, що в боях при прориві оборони противника в районі села Лорцен 14 січня 1945 року його відділення одним з перших увірвалося в траншеї противника і знищило при цьому близько 20 німців, його нагороджено другою медаллю «За відвагу». Війну Смоктуновський закінчив у Грефесмюлені.

### Театр. До Мишкіна
Демобілізувавшись у жовтні 1945 року, Інокентій Смоктуновський повернувся до Красноярська; не маючи ні певної мети, ні підтримки, спочатку мав намір вступити до Лісотехнічного інституту, але старий приятель по шкільному драмгуртку повідомив, що місцевий театр організував студію: «Будемо вести легке, приємне, веселе, безтурботне життя». Через тридцять років, у зеніті слави, Смоктуновський скаже: «Було в моєму житті багато всякого: і поганого і прекрасного. Одного тільки не було і, напевно, ніколи не буде — легкості та безтурботності».
Хоча Смоктуновський втік з німецького полону, сам факт перебування в полоні відгукнувся у післявоєнні роки: як «неблагонадійний», він отримав «мінус 39» — заборону на проживання в 39 найбільших містах. Після недовгого навчання в студії при Красноярському драматичному театрі ім. О. С. Пушкіна (1945—1946), «не пізнавши навіть азбучних істин акторської професії», він набирався досвіду в тих краях, далі яких не засилали: у 1946—1951 роках виступав на сцені Норильського Заполярного театру драми, в якому служили переважно ув'язнені Норильлагу, серед них Георгій Жжонов; саме тут, у Норильську, в розпал «боротьби з космополітизмом», на вимогу директора театру йому довелося змінити прізвище, — 1966 року Смоктуновський підпише Лист 25 діячів культури і науки Леоніду Брежнєву проти реабілітації Сталіна.
1952 року актор переселився до Махачкали, де служив у Російському драматичному театрі, в 1953—1954 роках жив у Сталінграді і виступав на сцені місцевого Театру ім. М. Горького. За ці роки йому довелося зіграти Бєлогубова в «Прибутковому місці» О. Островського і навіть Хлєстакова, двічі — в Махачкалі і в Сталінграді. Римма Маркова, яка бачила його Хлестакова, багато років по тому казала: «Шкода, що пізніше Смоктуновський практично не грав комедійні ролі, він міг робити це блискуче».

#### У Москві
Мріючи про театр вищого рівня, на початку 1955 року Смоктуновський, за порадою Римми і Леоніда Маркових, вирушив до Москви, показувався чи не у всіх столичних театрах, але жоден не зацікавив. «Він був не потрібен, — писав Смелянський, — і по справедливості: „ментальність“ артиста була надзвичайно непридатною для репертуару тієї пори. Йому не було кого грати. Високий, худий, з прозорими блакитними очима і світлим, трохи кучерявим волоссям, з якимось чарівно-дивним голосом, яким він ніби не керував, переляканою, обережною „тюремною“ пластикою… Артист з такими даними був безнадійний для тих п'єс, що визначали репертуар».
Зрештою Смоктуновського прийняли на позаштатну роботу з оплатою за вихід, в Театр ім. Ленінського комсомолу, але й там ролей він практично не мав і через кілька місяців перейшов до Театру-студії кіноактора. Знімався на кіностудії «Мосфільм» у масовках, 1956 року зіграв перші невеликі ролі — у фільмах «Вбивство на вулиці Данте» і «Як він брехав її чоловікові»; нарешті його помітив режисер Олександр Іванов, який запросив нікому не відомого актора на неепізодичну роль Фарбера у фільмі «Солдати» за повістю Віктора Некрасова «В окопах Сталінграда».
За свідченням самого актора, залишаючи Сталінград, він сказав колегам: «Якщо про мене не почуєте через п'ять років, займатимусь іншою справою». Головну роль свого життя, яка різко змінила його долю, Інокентій Смоктуновський одержав завдяки щасливому збігові обставин: у 1957 році Георгій Товстоногов запросив з Таллінна режисера В. Я. Ланге для постановки «Ідіота» у Великому драматичному театрі; на роль князя Мишкіна був призначений Пантелеймон Кримов, актор настільки ж талановитий, як і недисциплінований; не прийшовши на першу репетицію, він вичерпав терпіння Товстоногова, який його звільнив; іншого актора на цю роль у трупі ВДТ не знайшлося, і Ланге повернувся до Таллінна. Через деякий час призначений на роль Рогожина Євген Лебедєв порекомендував Товстоногову Смоктуновського, з яким разом знімався у фільмі «Шторм»; побачивши актора в ролі Фарбера, Товстоногов запросив його до ВДТ і тепер уже сам узявся за постановку вистави.

### Після Мишкіна
Робота над роллю йшла вкрай важко: «Такої муки в роботі, таких труднощів, — казав актор, — я й припустити не міг». Але після прем'єри «Ідіота», що відбулася 31 грудня 1957 року, Інокентій Смоктуновський «прокинувся знаменитим»; дивитися виставу з незвичайним князем Мишкіним люди приїжджали з усіх кінців Радянського Союзу. Як зазначала А. Варламова, після знаменитих статей Віссаріона Бєлінського про Павла Мочалова в ролі Гамлета важко було згадати інший випадок, коли б критика зафіксувала і проаналізувала чи не кожен момент існування актора на сцені. І. Соловйова і В. Шитова описали простий прохід Мишкіна—Смоктуновського з однієї куліси в іншу перед закритою завісою, що став однією з вершин ролі: «Високий і слабкий, сутулий і надзвичайно витончений, з якимись надто легкими руками, з ходою, щемливо боязкою і водночас щемливо рішучою, князь Мишкін йшов у іноземній своїй сукні, в товстих черевиках, з вузликом, зав'язаним у клітчату хустку. Беззахисний, по-дитячому привітний, строгий, він вступав у це петербурзьке життя, корисливе і лихоманкове, ніс сюди, ясний і безпорадний, світло своєї душі». Цей Мишкін був для радянського театру абсолютно новим героєм, якого вимагала «відлига».
За свідченнями очевидців, Смоктуновський з першої ж появи на сцені, у вагоні поїзда, який повертав його героя в Росію, переконував глядачів у тому, що Мишкін Достоєвського — «такий і іншим бути не може». Згодом багато — і театральних критиків, і режисерів, і колег-акторів — називали спектакль Товстоногова найсильнішим театральним потрясінням у своєму житті. «Це був прорив, вибух, перехід у нову якість не лише ленінградського театру, але й усієї нашої сцени», — писав про «Ідіота» десятиліття по тому А. Смелянський. Сам же Смоктуновський про цю виставу казав: «Я зіграв її двісті разів, і якщо б мені довелося зіграти її ще стільки ж, я б і сам залишився хворою людиною». Тепер актора навперебій запрошували в кіно — найкращі режисери Радянського Союзу; саме його хотів бачити в ролі Андрія Болконського Сергій Бондарчук.
Після прем'єри «Ідіота» Смоктуновський прокинувся не просто знаменитим, але «генієм», між тим на сцені ВДТ йому доводилося грати Дзержинського в погодінських «Кремлівських курантах» і Сергія Серьогіна в «Іркутській історії» Олексія Арбузова, яка схематично відтворювала конфлікт «Ідіота». Партнер по сцені, Павло Луспекаєв, зазначив тоді ж, що грати Смоктуновський може і має лише в класиці. Серьогіна, на думку критика, він зіграв «блідо і нецікаво», і причиною невдачі стало інтуїтивне неприйняття середнього рівня, вище якого ні його герой, ні сама п'єса не піднімалися. «Він став боятися наступної ролі, — писала завліт ВДТ Діна Шварц, — У нього з'явилися власні проблеми, не знайомі нікому в театрі… Ніхто не хотів замислюватися — а чи не зіграє Смоктуновський наступну роль гірше, ніж Мишкіна».

#### Відхід з ВДТ
Ролей, які більше відповідали його можливостям, актор став шукати на стороні — у кінематографі, що в підсумку призвело до конфлікту з художнім керівником театру; так, через зйомки він на три тижні запізнився до початку репетицій «Горя від розуму», де мав грати Чацького. Наприкінці 1960 року, зігравши лише п'ять разів «Іркутську історію», Смоктуновський покинув ВДТ.
Згодом його спроби повернутися до цього театру, — а він дуже хотів зіграти Чацького, — не увінчалися успіхом: Товстоногов не прощав зради. Євген Лебедєв, упродовж десятиліть пов'язаний з Товстоноговим і дружбою, і спорідненістю, свідчив: «Георгій Олександрович дуже переживав відхід Смоктуновського, але в нас був принцип — хто пішов з театру, той вже не повертався». Лише на час відновлення в 1966 році вистави «Ідіот», спеціально для гастролей в Англії та Франції, його ненадовго запросили у ВДТ — як гастролера. Записаний на фонограму голос Смоктуновського звучав як текст від автора у виставах Товстоногова «Піднята цілина» (1964) і «Ревізор» (1972), але, виявившись змушеним вибирати між театром і кінематографом, актор вибрав кіно, хоча без театру, як з'ясувалося дуже скоро, жити не міг, — і аж до 1973 року на сцену не виходив.
У цей період Смоктуновський зіграв цілу низку кіноролей, що принесли йому всесоюзну славу, а в подальшому і визнання за кордоном; серед них Ілля Куликов у фільмі Михайла Ромма «Дев'ять днів одного року», Гамлет в однойменному фільмі Григорія Козінцева, Юрій Дєточкін у «Бережись автомобіля», Чайковський у фільмі Ігора Таланкіна (сценарій написано спеціально для Смоктуновського); роль Порфирія Петровича у фільмі Льва Куліджанова «Злочин і кара» 1971 року відзначено Державною премією РРФСР; Гамлета Смоктуновського Британська кіноакадемія відзначила номінацією на свою престижну премію BAFTA — за найкращу чоловічу роль.
Як зазначала Є. Горфункель, список ролей, не зіграних через зайнятість в інших фільмах або через хворобу очей, яка змусила Смоктуновського на два роки покинути кінематограф (після зйомок у Рязанова), не менш солідний: крім Андрія Болконського, це і Каренін, і Хлудов у «Бігу» О. Алова і В. Наумова, і Борис Годунов, і Гойя у К. Вольфа, і Сірано де Бержерак… А для якихось ролей вже було безнадійно згаяно час: Куліджанов, готуючись до зйомок «Злочину і покарання», запропонував Смоктуновському на вибір Свидригайлова або Порфирія Петровича. Оскільки Свидригайлов міг стати повторенням пройденого, актор віддав перевагу незрозумілому йому самому Порфирію й невдовзі пошкодував про це: «Як не билися ми… вишукуючи контрастні ритми, які так легко пропонував Достоєвський у цьому образі, на жаль, виявити їх я не зміг». Грати людину, чия самобутність у «переливчастості», виявилося несподівано важко, і Смоктуновський в процесі зйомок неодноразово казав у серцях: «От треба було мені дати зіграти Раскольникова — там би я знав, що робити».

### Малий театр і МХАТ

#### Повернення на сцену. «Цар Федір Іванович»
1971 року Інокентія Смоктуновського запросили в Малий театр спеціально на роль царя Федора в трагедії Олексія Толстого, яка стала однією з найвидатніших його акторських робіт. Про цю роль, коронну для російських трагіків, Смоктуновський мріяв давно: колись поставити «Царя Федора» він пропонував Товстоногову; наприкінці 60-х Владлен Давидов намагався під Смоктуновського відновити трагедію Толстого в МХАТі, але зміна художнього керівництва, яка відбулася 1970 року, змусила відкласти питання на невизначений час. Борис Равенських, художній керівник Малого театру, за постановку «Царя Федора» взявся на прохання свого улюбленого актора — Віталія Дороніна, але, дізнавшись із преси, що Смоктуновський мріє про цю роль, не побоявся образити Дороніна заради того, щоб Федора зіграв саме Смоктуновський.
А. Шапіро
В його Федорі не було ні «жалюгідної недоумкуватості», про яку писав Карамзін, ні «морального безсилля», в якому Толстой бачив трагічну провину свого героя, не було нічого від «блаженного», і навіть слова про подаровані цісарем шість мавп, що зазвичай були підтвердженням його слабоумства, у Смоктуновського несподівано наповнювалися іронічно-драматичним змістом. Трагедія Федора—Смоктуновського, який з рідкісною природністю поєднував в собі простоту і винятковість, була, за словами Б. Тулінцева, трагедією «чистого розуму», який у виставі Равенських піддавався жорстокому випробуванню дійсністю — і зазнавав поразки". «Смоктуновський, — писала М. Рахманова, — грає… зі всією проникливістю, з лякаючою майже достовірністю осягнення самого єства „останнього в роді“, приреченого царя. Інакше кажучи, трагедію особистості, але настільки глибокої та неповсякденної, що перед душевним скарбом його героя дрібними здаються і проникливий розум Годунова, і недалекоглядна, хоча й щира прямота Івана Шуйського».
Цей єдиний спектакль Смоктуновський грав до 1976 року, коли на запрошення Олега Єфремова перейшов до МХАТу ім. М. Горького.

#### З Єфремовим у МХАТі
На новій сцені Смоктуновський дебютував наприкінці 1976 року в головній ролі в чеховському «Іванові». Своїми враженнями від цього дебюту Анатолій Ефрос поділився в книзі «Професія: режисер»: «Смоктуновський грає „Іванова“ надзвичайно глибоко. Власне, на нього тільки й дивишся в цій мхатівській виставі. Він більше мовчить, а говорять інші, але це не має значення, бо вже ж справді, його мовчання — золото… Він так чує кожну фразу партнера, так бачить кожен його жест. Його обличчя непомітно змінюється від кожної чужої фрази або жесту. Іноді в залі й сам починаєш майже фізично відчувати, що на сцені відчуває цей Іванов». При цьому Смоктуновський «в слові» сподобався режисерові менше: він ніби пояснював словами своє мовчання, і слова виявлялися біднішими.
Тут, як колись у ВДТ, йому доводилося грати ролі, зшиті не на його зріст, — у «Кремлівських курантах» М. Погодіна, «Так переможемо!» М. Шатрова… Але й цю неминучу повинність надолужували Порфирій Головльов, Дорн у «Чайці», Войницький і Серебряков у «Дяді Вані» Чехова. Після розколу МХАТу в 1987 році Смоктуновський залишився з Єфремовим у театрі, що дістав назву МХТ ім. А. П. Чехова. Смоктуновський і Єфремов, які створили блискучий дует ще 1966 року у фільмі «Бережись автомобіля», в останні роки з неприхованим задоволенням грали разом в «Кабалі святош» Михайла Булгакова (Єфремов — Мольєр, Смоктуновський — Людовик XIV) і «Можливій зустрічі» П. Барца (Смоктуновський — Бах, Єфремов — Гендель).
Про те, чим був Смоктуновський особисто для Олега Єфремова і для його театру, розповідав Анатолій Смелянський: «Відхід Смоктуновського був одним з тих ударів, від яких не відновитися. Він займав особливе місце в Художньому театрі: поки він був поруч, було відчуття порядку, якоїсь акторської ієрархії, якщо хочете. Всі розуміли своє місце і становище, бо була точка відліку. Граючи зі Смоктуновським востаннє у виставі „Можлива зустріч“ Пауля Барца… керівник МХАТ, мені здавалося, відчував просту радість, яка так рідко навідує його в останні роки. …Життя Художнього театру змінилося з відходом Інокентія Смоктуновського, мистецтво Єфремова змінилося. Треба було будувати театр, але вже без Смоктуновського. Борг і хрест залишилися, а радість, здається, зовсім пішла».

### В кіно і на телебаченні
Завжди впізнаваний голос Інокентія Смоктуновського звучав за кадром у багатьох ігрових і документальних фільмах, зокрема в «Дзеркалі» Андрія Тарковського, де він озвучив роль головного героя, впродовж всього фільму залишається за кадром. Він дублював Чапліна у фільмах «Вогні рампи» і «Король у Нью-Йорку»; багато працював на радіо і на телебаченні — як актор і як читець; його театральний репертуар доповнили ролі, зіграні в телевізійних виставах — «Зима тривоги нашої» Рози Сироти, «Вишневий сад» Леоніда Хейфеца, «Цезар і Клеопатра» Олександра Бєлінського та інших.
1965 року на питання, чому він віддає перевагу — театрові чи кінематографові, Смоктуновський відповідав: «І те, і інше дороге моєму серцю, але ось винести подвійний тягар воно не в змозі». У 60-х роках актор вибрав кіно, в 70-х — театр. Після повернення на сцену він як і раніше багато знімався, у найвизначніших радянських режисерів, включаючи Сергія Герасимова і Сергія Бондарчука, при цьому частіше в невеликих, а часом і необов'язкових ролях; але й серед епізодичних ролей були такі захопливі, як Плюшкін в «Мертвих душах» і Мойсей Мойсейович в «Степу».
Кінематографісти не забували про Смоктуновского навіть у ті роки, коли в Росії не знімали майже нічого; але вибір став набагато біднішим, і зніматися доводилося головним чином заради заробітку. Найбільш значною роллю останніх років став Ісаак у фільмі Леоніда Горовця «Дамський кравець», відзначений 1990 року «Нікою» як найкраща чоловіча роль, найвідомішою — кримінальний авторитет Гіля «Принц» у фільмі Віктора Сергєєва «Геній», «людина, психіка якої певно похитнулась», за визначенням самого актора. Остання кінороль Смоктуновського — полковник Фрілей у фільмі «Вино з кульбабок», роль, яку він не встиг озвучити.
Інокентій Смоктуновський помер 3 серпня 1994 року в підмосковному санаторії, де лікувався після інфаркту, і став першим російським актором, якого в останню путь проводжали оплесками, точніше — овацією. У Росії в той час таке прощання ще не було звичним, багатьох воно вразило, когось навіть шокувало, інші ж прийняли як належне те, що унікального актора і проводжають не так, як усіх: «Цього останнього дня, — написала Н. Барабаш, — у Інокентія Михайловича все було як завжди». Церемонія прощання пройшла 6 серпня 1994 року у МХАТі ім. Чехова, а після відспівування в церкві Воскресіння Словущого на вулиці Неждановій актора поховали на Новодівочому цвинтарі (ділянка № 10).

## Сім'я
У 1950 році одружився з радянською акторкою Риммою Биковою. Шлюб тривав до 1955 року.
Недовге і безплідне в творчому сенсі перебування Інокентія Смоктуновського в Театрі ім. Ленінського комсомолу зіграло вирішальну роль в його приватному житті: тут у 1955 році він познайомився з працівницею пошивного цеху художницею по костюмах Суламіф'ю Михайлівною (Шламітою Хаймівною) Кушнір, уродженою Хацкелевич (1925, Єрусалим — 2016, Москва), дочкою відомої письменниці на ідиші Шири Горшман; вітчимом її від 1930 року був художник Мендл Горшман (1902—1972). «Людина високої організованості, і внутрішньої, і художницької, — казав про Суламіф Михайлівну актор Ленкому Всеволод Ларіонов, — вона його виховала і стала на все життя і дружиною, і матір'ю». У березні 1956 року в них народилася дочка, названа Надією, але у вересні того ж року вона померла.
Син Філіп, який народився 1957 року — перекладач науково-фантастичної літератури. Дочка Марія (народилася в 1965 році) стала балериною, працює в Музеї МХАТу. Внучка — Анастасія Смоктуновська (нар. 1982), актриса Московського драматичного театру п/р Армена Джигарханяна.

## Творчість

### Оцінки критиків і режисерів
1959 року Наум Берковський у статті, присвяченій товстоноговському «Ідіотові», назвав Інокентія Смоктуновського актором інтелектуального стилю, який вміє об'єднати жест, міміку і позу з «грою душі». Зазначивши, що цей сценічний стиль має свою традицію, втілену в таких іменах, як Павло Орленєв — перший виконавець ролі Федора Івановича, Сандро Моїссі та Михайло Чехов, Берковський поспішив застерегти: «З боку критики було б нескромністю самовільно прирівнювати молодого актора до прославлених імен минулого… У Смоктуновського все попереду, він сам доведе, яке місце належить йому посідати в театрі».

На театральній сцені і в кінематографі акторові довелося грати ролі найрізноманітніші, об'єднувала їх — князя Мишкіна та Іудушку Головльова, Гамлета і Юрія Дєточкіна — насамперед яскраво виражена інтровертність. Щодо фільму «Солдати», в якому Смоктуновський вперше звернув на себе увагу, І. Соловйова і В. Шитова писали в 1966 році:
|  | В обставинах війни, де окремішність начебто неможлива і дивна, герой Смоктуновського… мав якусь органічну осібність, окремість свого існування. Це й стало визначальним для всіх без винятку ролей, які зіграв актор: дивовижно видна окремість його героїв, яка не підлягає простим поясненням. Герої Смоктуновського завжди товариські, завжди дуже контактні, сама їхня інтонація завжди... шукає відгуку. І попри це все люди, яких він зіграв, притягують і тривожать нас потаємною цілісністю свого внутрішнього ядра... І якщо глядач на питання, чим йому подобається Смоктуновський, відповідає, як правило: «своєю чарівністю», - відповідь ця і правильна і неправильна. Чарівність Смоктуновського не в акторському шармі, якого у нього майже немає, а ось у цій, такій рідкісній навіть для сучасного екрану чарівності складного, чарівності окремого, яке виявляється щоразу складним і невичерпним... У цьому розгадка тієї дивної на перший погляд обставини, що вершинами його ролей стають часом мовчазні проходи або хвилини удаваної бездіяльності |

Г. Козинцев
Такий мовчазний прохід запам'ятався критикам, зокрема, у фільмі «Дев'ять днів одного року» — коли Ілля Куліков один з'являвся в спорожнілому тунелі, і глядачі не бачили його обличчя, не чули голосу, але в його ході було все.
Гамлет, якого зіграв Смоктуновський у фільмі Григорія Козинцева, — меланхолійний, рефлексивний, витончений і разом з тим для самого актора він був насамперед борцем — «за людське в людині». Критики дорікали Смоктуновському в тому, що для його Гамлета не існує «бути чи не бути?», і сам актор казав, що не вважає знаменитий монолог (у фільмі він скорочений) кульмінацією ролі, як не вважає і самого Гамлета людиною, яка вагається і сумнівається; герой Шекспіра бачився йому і сильним, рішучим, наділеним «величезною душевної волею і розумової енергією», його трагедія була трагедією знання, а не сумніву, і дороговказом для нього стали слова Віссаріона Бєлінського: Гамлет — це ти, це ми, це я, це все. Гамлету Смоктуновського, зазначав критик, вистачило б і волі, рішучості відразу помститися за батька, і бариться він тому, що думка його не лише про Клавдія. «Якщо можна максимально наблизити до нас шекспірівського героя, — писала Майя Туровська, — Смоктуновський робить це».
Роль, що була до нього «коронною» в багатьох прославлених акторів, включаючи Лоуренса Олів'є і Михайла Чехова, принесла Смоктуновському широке міжнародне визнання, її високо оцінили і глядачі, і критики, і навіть колеги-актори, однак сам Смоктуновський залишився незадоволений як своєю роботою, так і режисерським трактуванням трагедії. Він взагалі рідко бував задоволений собою; за свідченням Белли Єзерської, наприкінці життя з-поміж двохсот ролей, зіграних у театрі і кіно, Смоктуновський лише десять вважав абсолютно вдалими: «Навіть „Царя Федора Івановича“, якого критика віднесла до його шедеврів, він не вважає успіхом».
У 60-х роках акторові нерідко дорікали в тому, що у всіх своїх ролях він так чи інакше повторює князя Мишкіна, — Раїса Беньяш вже тоді вважала таку думку найбільшою помилкою: «Ліричну схвильованість, органічну інтелігентність, інтелектуальну витонченість, загостреність моральних завдань, підвищену чутливість у сприйнятті навколишнього — все, що становить невід'ємну частину творчої особистості Смоктуновського, багато хто приймає за особисте надбання князя Мишкіна». Насправді Смоктуновський, бувши актором характерним, як ніхто інший, вмів залишатися самим собою в різних ролях; у 58 років вперше отримавши пропозицію зіграти персонаж «яскраво негативної сутності» — Іудушку Головльова, «виродка», який душить все живе навколо себе, вбиває марнослів'ям, Смоктуновський спочатку сприйняв цю пропозицію як образу; але, припустивши, що в кожному є хоч крапля такого Іудушки, він знайшов цю краплю і в собі, — і Порфирій Головльов став однією з найкращих його ролей; за свідченням О. Смелянського, «острах брав від того, в які схованки заглянув артист».
Судячи з того, які ролі нерідко пропонували Смоктуновському в кіно, режисерам здавалося, що цей актор може все, зокрема і витягнути на собі відверто слабкий фільм; насправді, і це не раз відзначали критики, він набагато сильніше, ніж пересічні актори, потребував якісної драматургії; його найвищі досягнення пов'язані переважно з класичним репертуаром, в сучасному йому часом гостро бракувало об'ємності характеру; особливо в кіно, де неповторність особистості, за словами актора, часто намагаються підмінити «зовнішньою ефектністю, несподіваними ракурсами».
Фільм «Нічний гість» представлений І. Соловйовою і В. Шитовою як «Ідіот», написаний не Достоєвським, а Ганею Іволгіним — у повній відповідності з тим, як він у романі тлумачить цілі та мотиви Мишкіна: і безсрібництво, і чуйність до ближнього у героя Смоктуновського — Пал Палича — перетворювалися на витончені способи вимагання. Відзначений критиками «дар окремості» в незграбно-повчальному фільмі Володимира Шределя, немов глузуючи зі Смоктуновського, використано для доведення того, що складних людей насправді не буває і будь-яку складність можна розкласти на кілька простих і підленьких складових. І хоча актор, як зазначав Б. Тулінцев, укрупнив персонаж, надавши йому ледь не містичного сенсу, подолати неповноцінність сценарію йому не вдалося.
Разом з тим в кіно «візитною карткою» Смоктуновського, не меншою мірою, ніж Гамлет, став Юрій Дєточкін у ліричній комедії Ельдара Рязанова «Бережись автомобіля», де він знову продемонстрував майстерність занурення в образ, ще раз зігравши Гамлета, але вже не як Смоктуновський, а як посередній актор самодіяльного театру. Після його відмови — через зайнятість і втому — Рязанов пробував на цю роль багатьох прекрасних акторів, але комусь, як от Леоніду Куравльову, попри всю достовірність і правдивість, не вистачало дивацтва, «такого легкого зсуву мізків», хтось, як Олег Єфремов, майстерно зображував Дєточкіна, але не був ним і тому справляв враження «вовка в овечій шкурі». Все зійшлося у Смоктуновському, включаючи природне дивацтво: «Він прийшов на екран сам, як особистість, — писав Рязанов. — Його своєрідна людська індивідуальність дала той ефект одивнення характеру Дєточкіна, якого я міг тільки бажати. Цього неможливо було досягти жодними акторськими кривляннями, прийомами, хитрощами».
І за життя, і після смерті Інокентія Смоктуновського нагороджували найвищими епітетами, які тільки можна було знайти в російській мові, він був не лише «генієм», але й «першим, найпершим артистом Росії», — Олег Єфремов, який не зміг говорити на панахиді, навіть після відходу відмовлявся називати його «великим»: «великих» було багато, Смоктуновський для Єфремова був один.

### Театральні роботи
Норильський Заполярний театр драми і музичної комедії
- 1946 — «Чужа дитина» В. В. Шкваркіна[ru] — Костя
- 1946 — «Машенька» О. М. Афіногенова — Віктор Туманський
- 1947 — «Старі друзі» Л. А. Малюгіна[ru] — Семен Горін
- 1947 — «Останні» М. Горького — Петро
- 1947 — «Діти Ванюшина» С. О. Найдьонова — Олексій
- 1948 — «Розлом» Б. А. Лавреньова — Польовий
- 1948 — «Вас викликає Таймир» О. Галича і К. Ісаєва — Гришко
- 1949 — «Доходне місце[ru]» О. М. Островського — Микін
- 1949 — «Моцарт і Сальєрі» О. С. Пушкіна — Моцарт
- 1950 — «Пізнє кохання[ru]» О. М. Островського — Дормідонт
- 1951 — «Жартівники» О. М. Островського — Недоносков[100]

Дагестанський державний театр драми імені М. Горького
- 1952 — «Сім'я» І. Попова — Олександр Ульянов
- 1952 — «Весілля з приданим» М. М. Дьяконова[ru] — Муравйов
- 1952 — «Її друзі» В. С. Розова — Віктор
- 1952 — «Ревізор» М. В. Гоголя — Хлестаков[100]

Сталінградський обласний театр імені М. Горького
- 1953 — «Ревізор» М. В. Гоголя — Хлестаков
- 1953 — «Великий государ» В. Соловйова — Магнус
- 1953 — «Приборкання норовливої» В. Шекспіра — Бйонделло
- 1954 — «Снігова королева[ru]» Є. Л. Шварца — Казкар
- 1954 — «Доходне місце» О. М. Островського — Бєлогубов[100]

Театр-студія кіноактора
- 1955 — «Біля небезпечної межі» В. Любимова — Невстигаючий
- 1955 — «Анджело» В. Гюго — Апафесто
- 1955 — «Як він брехав її чоловікові» Б. Шоу — Генрі
- 1955 — «Машенька» О. М. Афіногенова — Віктор Туманський
- 1955 — «Останні» М. Горького — Петро[100]

Великий драматичний театр імені Горького
- 1957 — «Ідіот[ru]» за Ф. М. Достоєвским; постановка Г. О. Товстоногова — князь Мишкін
- 1957 — «Кремлівські куранти» М. Ф. Погодіна; постановка В. Я. Софронова[ru] та І. П. Владимирова — Дзержинський (вступ)
- 1960 — «Іркутська історія» О. М. Арбузова; постановка Г. О. Товстоногова — Сергій Серьогін[100]

Державний академічний Малий театр Росії
- 1973 — «Цар Федір Іоанович» О. К. Толстого; постановка Б. І. Равенських — цар Федір[100]

МХАТ і МХТ імені Чехова
- 1976 — «Іванов[ru]» А. П. Чехова; постановка О. М. Єфремова — Іванов
- 1977 — «Зворотний зв'язок» О. І. Гельмана; постановка О. М. Єфремова — Сакулін
- 1979 — «Кремлівські куранти[ru]» М. Ф. Погодина — Годинникар
- 1980 — «Чайка» А. П. Чехова; постановка О. М. Єфремова — Дорн
- 1983 — «Так переможемо!» М. Шатрова; постановка О. М. Єфремова — Соратник Леніна і Професор (від 1988 року)
- 1984 — «Пани Головльови[ru]» за М. Є. Салтиковим-Щедріним; постановка Л. Додіна[ru] — Порфирій Головльов
- 1985 — «Дядя Ваня» А. П. Чехова; постановка О. М. Єфремова — Серебряков і Войницький (від 1988 року)
- 1986 — «Тамада» А. М. Галіна; постановка К. М. Гінкаса[ru] — Реваз
- 1988 — «Кабала святош[ru]» М. О. Булгакова; постановка А. Я. Шапиро — король Людовик XIV
- 1990 — «Вишневий сад» А. П. Чехова; постановка О. М. Єфремова — Гаєв / Фірс
- 1990 — «Еквус» П. Шеффера — Мартін Дайзер
- 1992 — «Можлива зустріч» П. Барца; постановка В. Долгачова — Й. С. Бах[100]

Антреприза Н. Шлезінгера (США)
- 1992 — «З життя дощових черв'яків» П. У. Енквіста; постановка І. Смоктуновського і В. Ланського — Андерсен[100]

### Роботи на телебаченні
- 1957 — «Дорога безсмертя» В. Брагіна (телевистава); постановка А. Чигинського і Р. Товстоногова — Юліус Фучік
- 1963 — «Зима тривоги нашої», Д. Стейнбека (телевистава); постановка Р. Сироти[ru] — Ітен Аллен Гоулі
- 1971 — «Маленькі трагедії» О. С. Пушкіна; постановка Л. Вів'єна[ru], Антоніна Даусона, Л. Пчолкіна[ru] — Моцарт
- 1976 — «Вишневий сад» А. П. Чехова (телевистава); постановка Л. Хейфеца[ru] — Гаєв
- 1979 — «Цезар і Клеопатра» Б. Шоу (телевистава); постановка О. Бєлінського[ru] — Цезар
- 1989 — «Село Степанчиково і його мешканці[ru]» за Ф. М. Достоєвським (телевистава); постановка Л. Цуцульковського[ru] — закадровий текст[101]
- 1995 — «Мрійниця» за Ф. М. Достоєвським (телевистава); постановка Марини Дубровіної — Карл Меєр Федорович

### Роботи на радіо

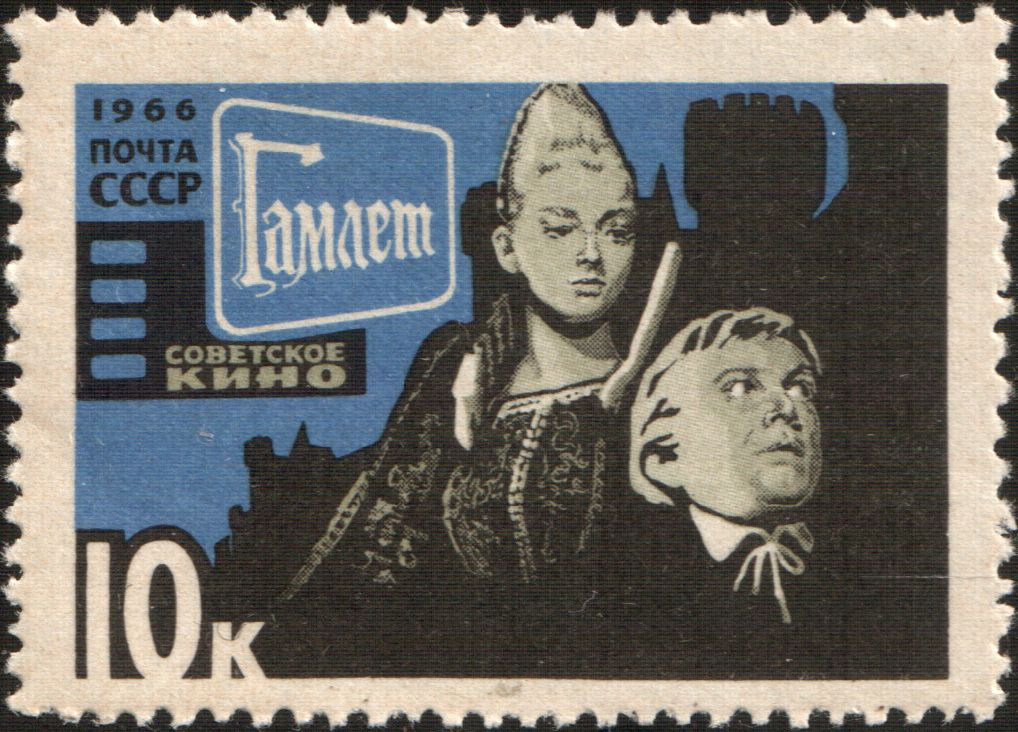
Герої фільму «Гамлет» — Анастасія Вертинська (Офелія) та Інокентій Смоктуновський на поштовій марці СРСР 1966 року

На радіо Інокентій Смоктуновський як читець записав глави з роману І. А. Гончарова «Обломов», «Ідіота» Ф. М. Достоєвського і «Дон Кіхота» М. Сервантеса, уривки з «Євгенія Онєгіна» і «Бориса Годунова» А. С. Пушкіна; повністю записав казки А. С. Пушкіна і його повісті «Капітанська дочка» і «Хуртовина», повість А. П. Чехова «Чорний чернець», казки Р. Х. Андерсена, оповідання І. С. Тургенєва, Р. Мопассана, К. Паустовського, Акутагави і Р. Бьолля, а також вірші Ф. Шіллера, Р. Рільке, Б. Пастернаку, А. Т. Твардовського. Як актор зіграв у радіовиставах:
- 1981 — «Портрет Доріана Грея» О. Уайльда — лорд Генрі
- 1982 — «Стара любов» А. Мішаріна — Цаплін
- 1987 — «Дон Кіхот» М. Александровича — Дон Кіхот[103]
- 1989 — «Мусоргський» — Ведучий
- 1990 — «Безплідні зусилля любові» В Шекспіра — Натаніель
- 1991 — «Ескоріал» М. де Гельдерода — Король
- 1993 — «Засіб від куріння» (за оповіданням С. Кінга "Корпорація «Кидайте палити») — Морісон[104]
- 1994 — «Перше кохання Ходжі Насреддіна» Т. Зульфікарова — Толгат-Бек

### Фільмографія
| Рік  |     | заголовок                     | Роль                                                 |
| ---- | --- | ----------------------------- | ---------------------------------------------------- |
| 1956 | ф   | Вбивство на вулиці Данте      | житель села                                          |
| 1956 | кор | Як він брехав її чоловікові   | Генрі                                                |
| 1956 | ф   | Солдати                       | Фарбер                                               |
| 1957 | ф   | Поруч з нами                  | Андрій Корольов                                      |
| 1957 | ф   | Шторм                         | Муромцев                                             |
| 1958 | ф   | День перший                   | В. О. Антонов-Овсієнко                               |
| 1958 | тф  | Нічний гість                  | Пал Палич                                            |
| 1959 | ф   | Ненадісланий лист             | Сабінін                                              |
| 1960 | ф   | До майбутньої весни           | Алексей Ручьёв                                       |
| 1961 | ф   | Високосний рік                | Геннадій Купріянов                                   |
| 1961 | ф   | Дев'ять днів одного року      | Ілля Куликов                                         |
| 1962 | тф  | Моцарт і Сальєрі              | Моцарт                                               |
| 1963 | ф   | Якщо покличе товариш          | Шаталов                                              |
| 1964 | ф   | Гамлет                        | Гамлет                                               |
| 1965 | ф   | На одній планеті              | В. І. Ленін                                          |
| 1965 | ф   | Останній місяць осені         | текст від автора                                     |
| 1966 | ф   | Бережись автомобіля           | Юрій Дєточкін                                        |
| 1966 | ф   | Перший відвідувач             | В. І. Ленін                                          |
| 1966 | ф   | Маленький принц               | текст від автора                                     |
| 1968 | тф  | Перше кохання                 | Петро Васильович                                     |
| 1968 | ф   | Ступінь ризику                | Олександр Кириллов                                   |
| 1968 | ф   | Живий труп                    | «Геній»                                              |
| 1969 | ф   | Злочин і кара                 | Порфірій Петрович                                    |
| 1969 | ф   | Чайковський                   | Петро Ілліч Чайковський                              |
| 1970 | ф   | Дядя Ваня                     | Іван Петрович Войницький                             |
| 1971 | тф  | Їхали в трамваї Ільф і Петров | пасажир                                              |
| 1972 | кор | Ніч на роздум                 | Ім'я персонажа не вказане                            |
| 1972 | ф   | Приборкання вогню             | К. Е. Ціолковський                                   |
| 1973 | ф   | Москва — Кассіопея            | В. О. О. (виконувач особливих обов'язків)            |
| 1974 | ф   | Виконання бажань              | Дмитро Бауер                                         |
| 1974 | ф   | Дочки-матері                  | Вадим Антонович                                      |
| 1974 | ф   | Романс про закоханих          | трубач                                               |
| 1974 | ф   | Підлітки у Всесвіті           | В. О. О. (виконувач особливих обов'язків)            |
| 1974 | ф   | Дзеркало                      | текст від автора                                     |
| 1974 | мф  | Чапля і журавель              | текст від автора                                     |
| 1975 | ф   | Зірка привабливого щастя      | Іван Богданович Цейдлер                              |
| 1975 | ф   | Вони воювали за Батьківщину   | хірург                                               |
| 1975 | ф   | Довіра                        | губернатор Фінляндії Бобриков                        |
| 1975 | док | Російський народний театр     | закадровий текст                                     |
| 1976 | ф   | Вибір мети                    | Франклін Делано Рузвельт                             |
| 1976 | ф   | Анна і Командор               | Вадим Петрович, драматург                            |
| 1976 | тф  | Фантазія                      | Дмитро Санін                                         |
| 1976 | кор | Коли йдуть сніги              | текст від автора                                     |
| 1976 | кор | У горах моє серце             | містер Козак                                         |
| 1976 | тф  | Дні хірурга Мішкіна           | Пахом Григорович                                     |
| 1977 | тф  | Легенда про Тіля              | Карл V                                               |
| 1977 | ф   | Принцеса на горошині          | Король-батько                                        |
| 1977 | ф   | Степ                          | Мойсей Мойсейович                                    |
| 1977 | ф   | У четвер і більше ніколи      | Іван Модестович, вітчим Сергія                       |
| 1977 | ф   | Вороги                        | Захар Бардін                                         |
| 1977 | мф  | Старий будинок                | читає казку Г. К. Андерсена                          |
| 1977 | мф  | Я до вас лечу спогадом…       | читає вірші та прозу О. С. Пушкіна                   |
| 1978 | ф   | Оксамитовий сезон             | комісар                                              |
| 1978 | ф   | Осінні дзвони                 | читає казку О. С. Пушкіна                            |
| 1979 | ф   | Бар'єр                        | Антоній Манєв                                        |
| 1979 | ф   | Москва сльозам не вірить      | Смоктуновський (камео)                               |
| 1979 | мф  | Про цуцика                    | цуцик (озвучування)                                  |
| 1979 | тф  | Маленькі трагедії             | Сальєрі («Моцарт і Сальєрі»); Барон («Скупий лицар») |
| 1980 | мф  | І з вами знову я…             | озвучування                                          |
| 1981 | кор | Коріння трави                 | читає текст                                          |

| Рік  |     | заголовок                                                               | Роль                                                             |
| ---- | --- | ----------------------------------------------------------------------- | ---------------------------------------------------------------- |
| 1981 | мф  | Руки Траванкора, що говорять                                            | закадровий текст                                                 |
| 1981 | ф   | Народжені бурею                                                         | старий граф                                                      |
| 1981 | кор | Жарт?                                                                   | Гросс                                                            |
| 1981 | ф   | Здоровань                                                               | голос Здорованя                                                  |
| 1981 | мф  | Халіф-лелека                                                            | халіф                                                            |
| 1982 | тф  | Знову я відвідав…                                                       | читає вірші О. С. Пушкіна                                        |
| 1982 | тф  | Крадіжка                                                                | Старкуетер                                                       |
| 1982 | тф  | Пікова дама                                                             | Чекалинський                                                     |
| 1983 | ф   | Двоє під однією парасолькою                                             | Тіль                                                             |
| 1983 | ф   | Пізнє кохання                                                           | Герасим Порфирійович Маргаритов                                  |
| 1983 | мф  | Шлях у вічність                                                         | читає вірші корейської класичної поезії в перекладі А. Ахматової |
| 1983 | ф   | Пробудження                                                             | генерал Гіппіус                                                  |
| 1983 | ф   | Унікум                                                                  | Сан Санич                                                        |
| 1983 | тф  | Цей фантастичний світ. Випуск 7                                         | капітан                                                          |
| 1983 | тф  | Болдінське безсоння                                                     | авторський текст і вірші О. С. Пушкіна                           |
| 1984 | док | Сивий Урал                                                              | закадровий текст                                                 |
| 1984 | тф  | Мертві душі                                                             | Плюшкін                                                          |
| 1985 | тф  | Діти сонця                                                              | Протасов                                                         |
| 1985 | ф   | Дивна історія доктора Джекіла і містера Хайда                           | доктор Джекіл                                                    |
| 1985 | ф   | Русь споконвічна                                                        | імператор Юстиніан                                               |
| 1985 | ф   | Сестра моя Люся                                                         | текст від автора                                                 |
| 1986 | док | Академік Лаврентьєв                                                     | закадровий текст                                                 |
| 1986 | мф  | Геракл у Адмета                                                         | старик                                                           |
| 1986 | ф   | Остання дорога                                                          | барон Геккерн                                                    |
| 1986 | тф  | Пригоди Шерлока Холмса і доктора Ватсона: Двадцяте століття починається | лорд Томас Беллінджер, прем'єр-міністр Англії                    |
| 1987 | ф   | Без сонця                                                               | барон                                                            |
| 1987 | тф  | Гардемарини, вперед!                                                    | кардинал Флері                                                   |
| 1987 | ф   | Загадковий спадкоємець                                                  | Василь Григорович Єрихонов                                       |
| 1987 | ф   | Наприкінці ночі                                                         | Зайферт                                                          |
| 1987 | ф   | Очі чорні                                                               | Модест Петрович, міський голова                                  |
| 1987 | ф   | Перша зустріч, остання зустріч                                          | полковник контррозвідки                                          |
| 1988 | ф   | Чорний коридор                                                          | Микола Іванович Єчевін, вчитель історії                          |
| 1989 | тф  | Серце не камінь                                                         | Потап Потапич Каркунов                                           |
| 1989 | ф   | Повернення Ходжи Насреддіна                                             | закадровий текст                                                 |
| 1989 | ф   | Під небом блакитним...                                                  | Соболєв-старший (озвучування)                                    |
| 1990 | док | Грибне полювання                                                        | закадровий текст                                                 |
| 1990 | ф   | Пастка для самотнього чоловіка                                          | татуньо Мерлуш                                                   |
| 1990 | ф   | Дамський кравець                                                        | Ісаак, дамський кравець                                          |
| 1990 | ф   | Мати                                                                    | губернатор                                                       |
| 1991 | ф   | Діна                                                                    | Бардов                                                           |
| 1991 | ф   | Геній                                                                   | кримінальний авторитет «Принц»                                   |
| 1991 | тф  | Справа                                                                  | Муромцев                                                         |
| 1991 | тф  | Справа Сухово-Кобиліна                                                  | Петро Костянтинович Муромський                                   |
| 1991 | ф   | Лінія смерті                                                            | Убі                                                              |
| 1991 | ф   | Облога Венеції                                                          | інквізитор                                                       |
| 1991 | тф  | Іван Федоров, або Одкровення Іоанна Першодрукаря                        | цар Іван IV Грозний                                              |
| 1991 | док | На Іличі осінньому                                                      | закадровий текст                                                 |
| 1992 | ф   | Золото                                                                  | дон Дієго                                                        |
| 1993 | ф   | Вбивця                                                                  | слідчий                                                          |
| 1993 | ф   | Хочу в Америку                                                          | письменник                                                       |
| 1993 | ф   | Час Мераба                                                              | закадровий текст                                                 |
| 1993 | кор | Витоки                                                                  | закадровий текст                                                 |
| 1993 | ф   | Мрійниця                                                                | Карл Федорович                                                   |
| 1994 | тф  | Посвячення в кохання                                                    | текст від автора                                                 |
| 1994 | ф   | Біле свято                                                              | професор Грег                                                    |
| 1994 | ф   | Зачаровані                                                              | дегустатор                                                       |
| 1995 | ф   | Вино з кульбабок                                                        | полковник Фрілей (роль озвучив Сергій Безруков)                  |

### Озвучування
1. 1976 — Двадцять днів без війни — В'ячеслав (роль Миколи Гринька)
2. 1977 — Я боюся — суддя Канчедда (роль Ерланда Джозефсона)
3. 1981 — Небезпечний вік — Наркіс Михайлович Родімцев (роль Юозаса Будрайтіса)
4. 1984 — Поїздка до Індії — професор Годбоул (роль Алека Гіннесса)
5. 1991 — Віват, гардемарини! — король Пруссії Фрідріх (роль Паула Буткевича[ru])
6. 1993 — рекламні ролики серії «Всесвітня історія, Банк Імперіал[ru]» — «Петро I», «Тамерлан»

## Нагороди та звання
- Заслужений артист РРФСР (6 серпня 1964)
- Народний артист РРФСР (29 вересня 1969)
- Народний артист СРСР (1974)[105]
- Заслужений діяч мистецтв Словаччини (1970)[106]
- Герой Соціалістичної Праці (1990) — «за видатні заслуги в розвитку радянського театрального мистецтва»[107]
- Три ордена Леніна (1975, 1985, 1990)[108][105]
- Орден Вітчизняної війни I ступеня (11 березня 1985)[109]
- Орден Дружби народів
- Дві медалі «За відвагу»[13]
- Медаль «За перемогу над Німеччиною у Великій Вітчизняній війні 1941—1945 рр.» і подальші пов'язані з нею ювілейні медалі до 20-ї, 30-ї й 40-ї річниці.
- Медаль «За звільнення Варшави» та інші медалі
- Ленінська премія (1965) — за виконання головної ролі у фільмі «Гамлет»[110]
- Державна премія РРФСР імені братів Васильєвих[ru] (1971) — за роль Порфирія Петровича у фільмі «Злочин і кара»[110]
- Диплом СК СРСР ВКФ (1964) — за головну роль у фільмі «Гамлет»[106]
- Приз МКФ у Венеції «Золота дошка» журналу «Сінема Нуво» (1964) — за найкращу чоловічу роль («Гамлет»)[106]
- Приз «Срібний таріль» МКФ у Панамі (1965) — за найкраще виконання чоловічої ролі («Гамлет»)[106]
- Приз МКФ в Картахені (1969) — за найкраще виконання чоловічої ролі («Бережись автомобіля»)[106]
- Приз найкращому акторові[ru] МКФ у Сан-Себастьяні (1970) — за головну роль у фільмі «Чайковський»[106]
- Премія «Ніка» (1990) в номінації «Найкраща чоловіча роль» за фільм «Дамський кравець»[106]
- Премія «Ніка» (1993) — в номінації «Приз за внесок у кіномистецтво»[106]
- Приз МКФ авторського фільму в Сан-Ремо (1991) — за найкращу чоловічу роль («Дамський кравець»)[106]
- Приз КФ «Сузір'я» (1993) — «За видатний внесок у професію»[106]

## Пам'ять
- У Санкт-Петербурзі, на будинку, де він жив у 1958—1971 роках (Московський пр., 75) встановлена меморіальна дошка.